# Cerovac (żupania pożedzko-slawońska)
Cerovac – wieś w Chorwacji, w żupanii pożedzko-slawońskiej, w gminie Jakšić. W 2011 roku liczyła 228 mieszkańców.